# Agalychnis spurrelli
Agalychnis spurrelli е вид земноводно от семейство Дървесници (Hylidae).

## Разпространение
Видът е разпространен в Еквадор, Колумбия, Коста Рика и Панама.